# Podarcis erhardii
Podarcis erhardii är en ödleart som beskrevs av  Jacques von Bedriaga 1882. Podarcis erhardii ingår i släktet Podarcis och familjen lacertider. IUCN kategoriserar arten globalt som livskraftig.

## Underarter
Arten delas in i följande underarter:
- P. e. amorgensis
- P. e. biinsulicola
- P. e. buchholzi
- P. e. cretensis
- P. e. elaphonisii
- P. e. erhardii
- P. e. kinarensis
- P. e. leukaorii
- P. e. levithensis
- P. e. livadiaca
- P. e. makariaisi
- P. e. megalophthenae
- P. e. mykonensis
- P. e. naxensis
- P. e. ophidusae
- P. e. pachiae
- P. e. phytiusae
- P. e. punctigularis
- P. e. rechingeri
- P. e. riveti
- P. e. ruthveni
- P. e. schiebeli
- P. e. subobscura
- P. e. syrinae
- P. e. thermiensis
- P. e. thessalica
- P. e. werneriana
- P. e. zafranae